# 頭圍 (新北市)
頭圍，是新北市石門區的一個地名，位於該區西北部，是臺灣本島最北端富貴角所在地。相較於今日行政區，其範圍大致包括德茂里、富基里。

## 歷史
台灣清治末期至日治前期，頭圍地區為一街庄，稱為「頭圍庄」，隸屬於芝蘭三堡。該庄東與老梅庄為鄰，南邊及西邊為小基隆新庄，北邊臨海。
1901年（明治三十四年）11月，該庄隸屬於臺北廳，編入第三十一區。1906年（明治三十九年）1月，第三十一區改名為「老梅區」，該庄屬之。1920年（大正九年），該庄改制為「頭圍大字」，隸屬於臺北州淡水郡石門庄，大字下有「楓林」、「崁子腳」、「八甲」、「下員坑」小字名。
戰後，石門庄改制為石門鄉，隸屬於臺北縣，大字亦改制為村。2010年12月，臺北縣升格為新北市，石門鄉改制為石門區，村亦改制為里。

## 交通
省道台2線經過頭圍地區北部，往東可前往金山、萬里、基隆等地，往西南轉南可前往三芝、淡水，再轉入東南後，在竿蓁林接省道台2乙線，可前往北投、士林，後續亦可接洲美快速道路、環河南北快速道路快速進入台北市區。